# Fuente de Pedro Naharro
Fuente de Pedro Naharro település Spanyolországban, Cuenca tartományban. Fuente de Pedro Naharro Santa Cruz de la Zarza, Tarancón, Villarrubio, El Acebrón és Horcajo de Santiago községekkel határos. Lakosainak száma 1269 fő (2024).

## Népesség
A település népessége az utóbbi években az alábbiak szerint változott:
| Lakosok száma | 1208 | 1258 | 1294 | 1316 | 1331 | 1295 | 1258 | 1205 | 1209 | 1269 |
|               | 2001 | 2004 | 2006 | 2009 | 2011 | 2014 | 2016 | 2019 | 2021 | 2024 |